# Distretto di Xiangcheng (Zhangzhou)
Il distretto di Xiangcheng (芗城区S, Xiāngchéng QūP) è un distretto della Cina, situato nella provincia del Fujian.